# Йоахим фон Зандрарт
Йо́ахим фон За́ндрарт (нім. Joachim von Sandrart, Йоахим/Юхим фон Зандрарт, 12 травня 1606, Франкфурт-на-Майні —14 жовтня 1688, Нюрнберг) — німецький художник і теоретик мистецтва доби бароко.
Митець малював історичні і алегоричні картини, портрети, є автором книги життєписів художників.

## Біографія
Зандрарт народився у Франкфурті, хоча його батьки походять з міста Монс, що у Фландрії(тепер Бельгія). Початкову освіту здобув у Німеччині. Родина була достатньо заможною, щоб Зандрарт мав змогу поїхати за кордон. Так він опинився в Голландії в місті Утрехт, де сповідували католицизм. Другою важливою необхідністю їхати за кордон була Тридцятилітня війна, що лютувала на землях Німеччини. З 1625 року він учень Гонтгорста, відомого послідовника Караваджо в місті Утрехт. В 1627 році він познайомився з Рубенсом, який теж походив з Фландрії.

## Італійський період

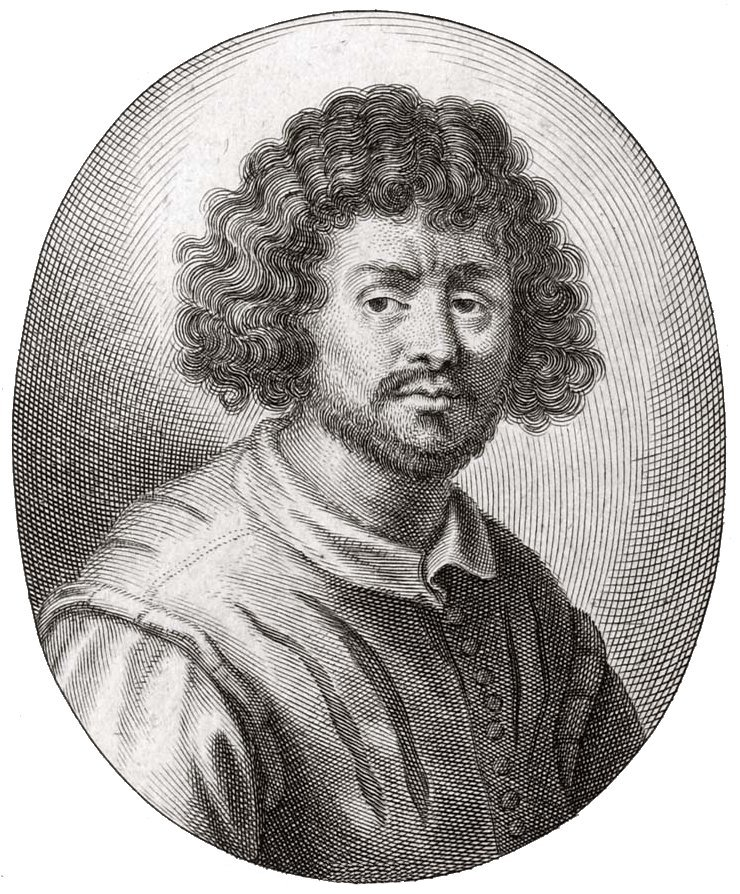
Клод Лоррен з «Німецької академії» (Claude Lorrain).

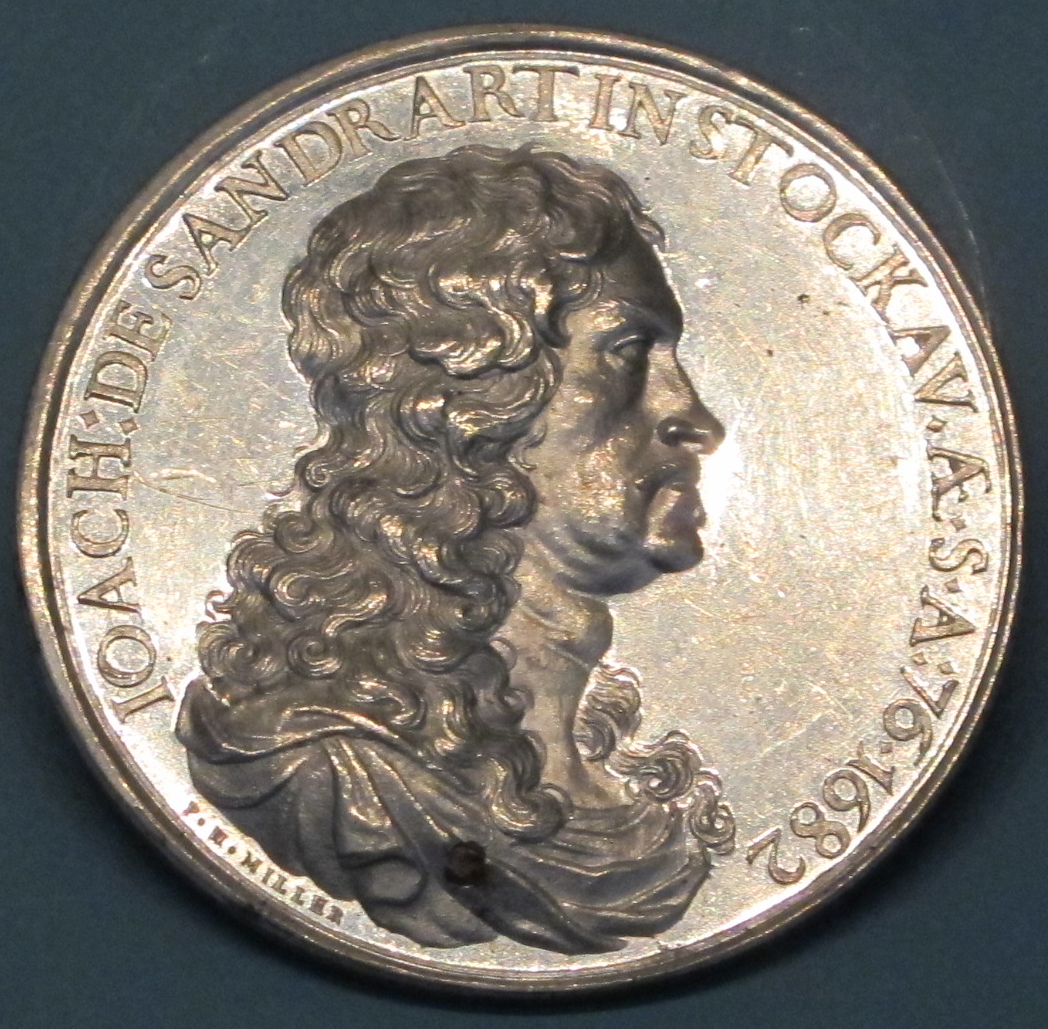
Медальєр Філіп Генріх Мюллер. Медаль на честь Зандрарта. 1682 рік

Після 1629 року Зандрарт їде в Італію, аби побачити всесвітньо відомі твори мистецтва. До того ж, Італію не зачіпали трагічні події Тридцятилітньої війни. Працював в Італії і як художник, мав замови навіть від королівського двору Іспанії. Серед знайомих Зандрарта в Італії — герцог Вінченцо Джустініані, художники Нікола Пуссен, Клод Лоррен. У 1634 році під час візиту в Неаполь, він познайомився з Хосе де Рібера, де відвідав і його майстерню.

## Голландський період
Зандрарт повернувся в мирну Голландію у 1637 році. В Амстердамі Зандрарт працював художником, зробив ескізи оздоб-декорацій до візиту королеви Марії Медічі, що тепер в збірці Ріксмузею. Візит вважали державною справою, бо за цим стояло визнання Північних провінцій (тобто Голландії) як держави, що здобула нещодавно державність і незалежність від Іспанії.

## Останні роки у Німеччині
У 1647 році (наприкінці Тридцятилітньої війни) Зандрарт повернувся до Німеччини і оселився в місті Нюрнберг, де жив до своєї смерті.

## Книга «Німецька академія»
Зустрічі з багатьма видатними митцями спонукали Зандрарта до написання життєписів художників-сучасників. Твір розростався, і в коло увійшли майстри минулого. Зандрарту належить честь першого відтворення біографії маловідомого генія Німеччини Матіаса Грюневальда. Історичне значення твору значно підвищили портретні гравюри митців. Тільки завдяки цим гравюрам зберігся, наприклад, портрет Клода Лоррена, який сам не писав автопортретів, а його, окрім Зандрарта, ніхто не портретував. Зандрарт в XVII столітті став спадкоємцем і німецьким продовжувачем справи італійського мистецтвознавця Джорджо Вазарі.
Тогочасний Рим, відомий в Західній Європі як центр естетики бароко, був справжнім вавилоном — з низкою земств, постоялих дворів і монастирів, притулків для численних паломників і лазень, майстернями художників і скульпторів,  колоніями художників із протестантських країн. Різноманіття націй відбилося і в портретній графічній галереї, створеній Зандрартом і оприлюдненій 1683 року.

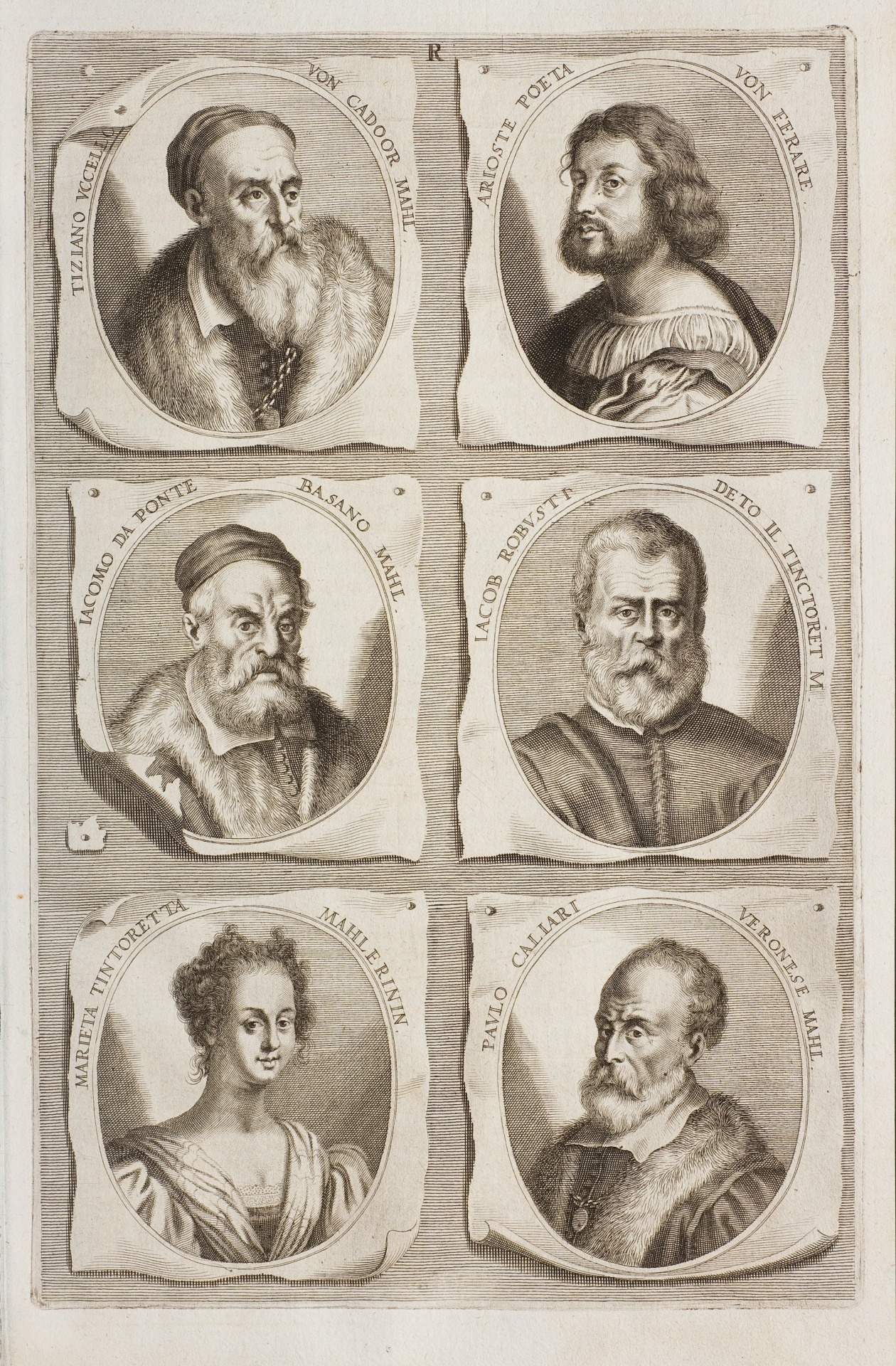
Портрети-гравюри Тиціана Вечелліо, поета Аріосто, Якопо да Понте, Якопо Тінторетто та його доньки, художниці Маріети Тінторетто, Паоло Веронезе.
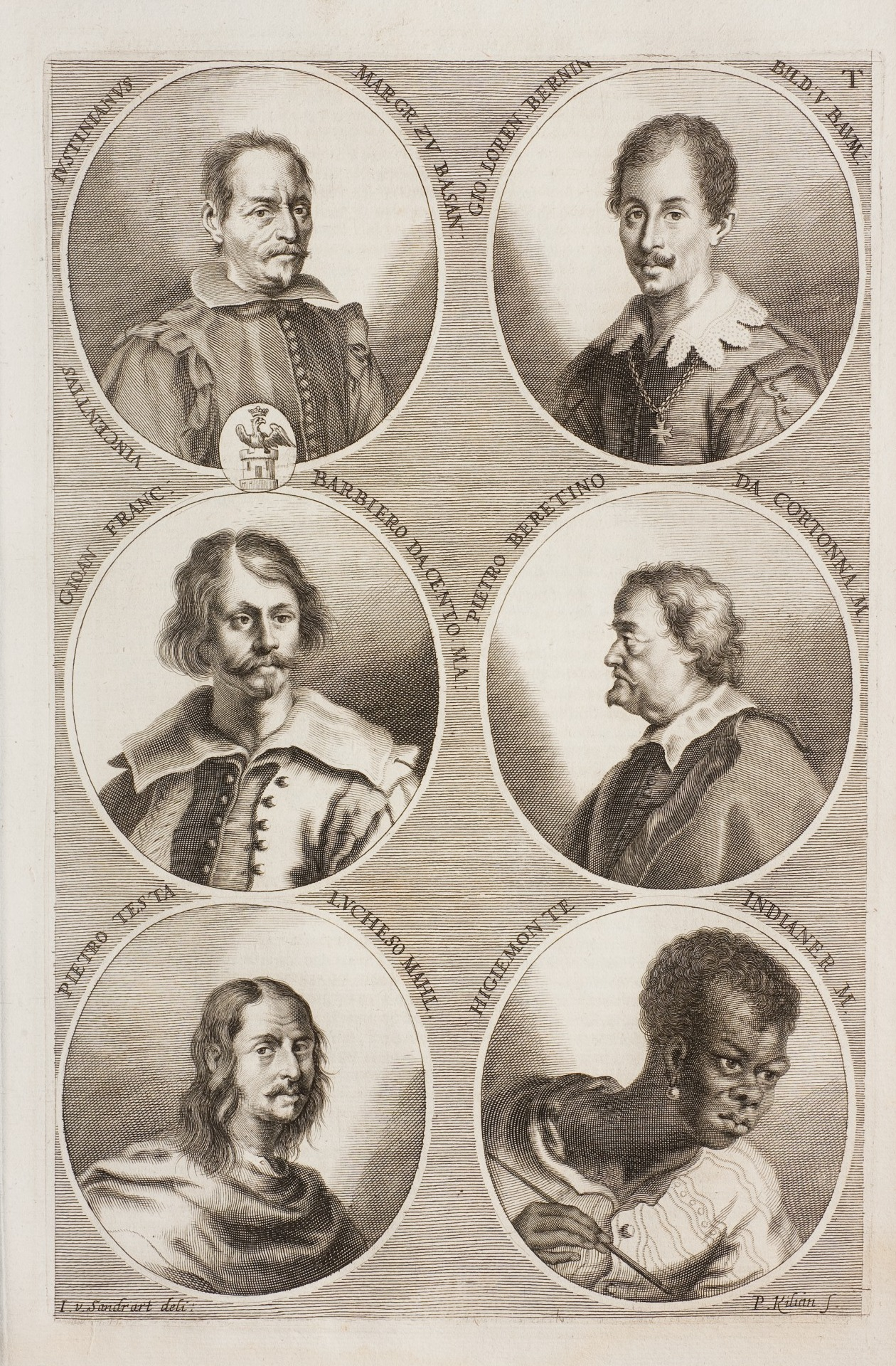
Портрети-гравюри : меценат і банкір Вінченцо Джустініані, Лоренцо Берніні, Джованні Франческо Барб'єрі (відомий як Гверчіно), П'єтро да Кортона, гравер П'єтро Теста, римський художник Сіджизмондо Індіус
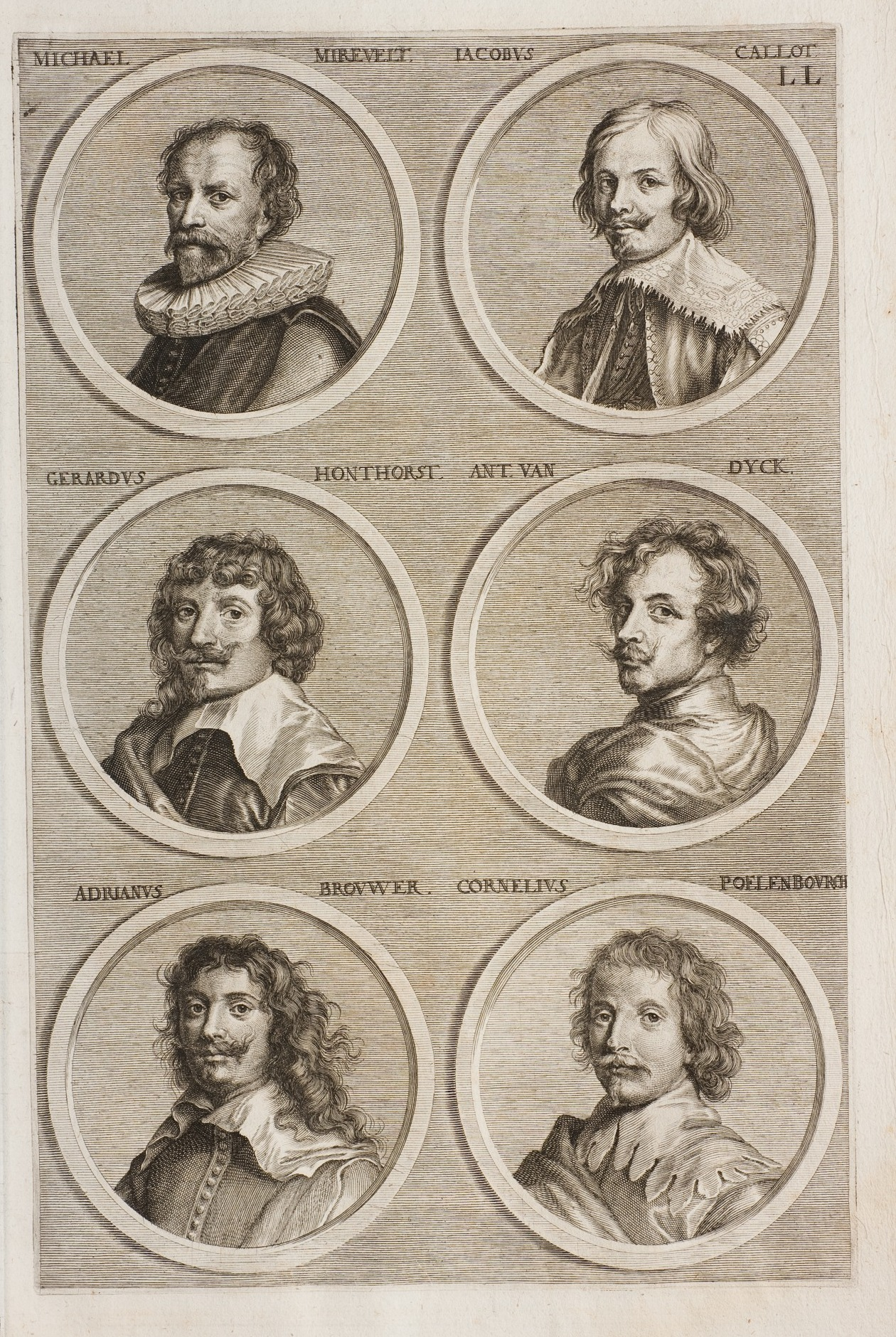
Портрети-гравюри : Міхіль Міревелт, гравер із Лотарингії Жак Калло , Герріт ван Гонтгорст, Антоніс ван Дейк, Адріан Брауер, Корнеліс ван Пуленбург

## Зандрарт-художник

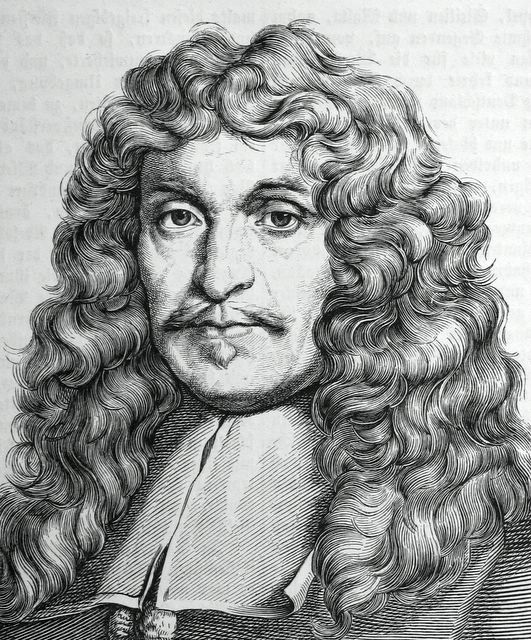
портрет-гравюра Зандрарта 1854 року.

Він брався за релігійні композиції, невеличкі аллегорії, іноді портрети. Залишив він і добре виконаний малюнок-автопортрет (Ермітаж, Петербург). Саме цей автопортрет слугував взірцем для портретів-гравюр Зандрарта в XIX столітті.

## Галерея

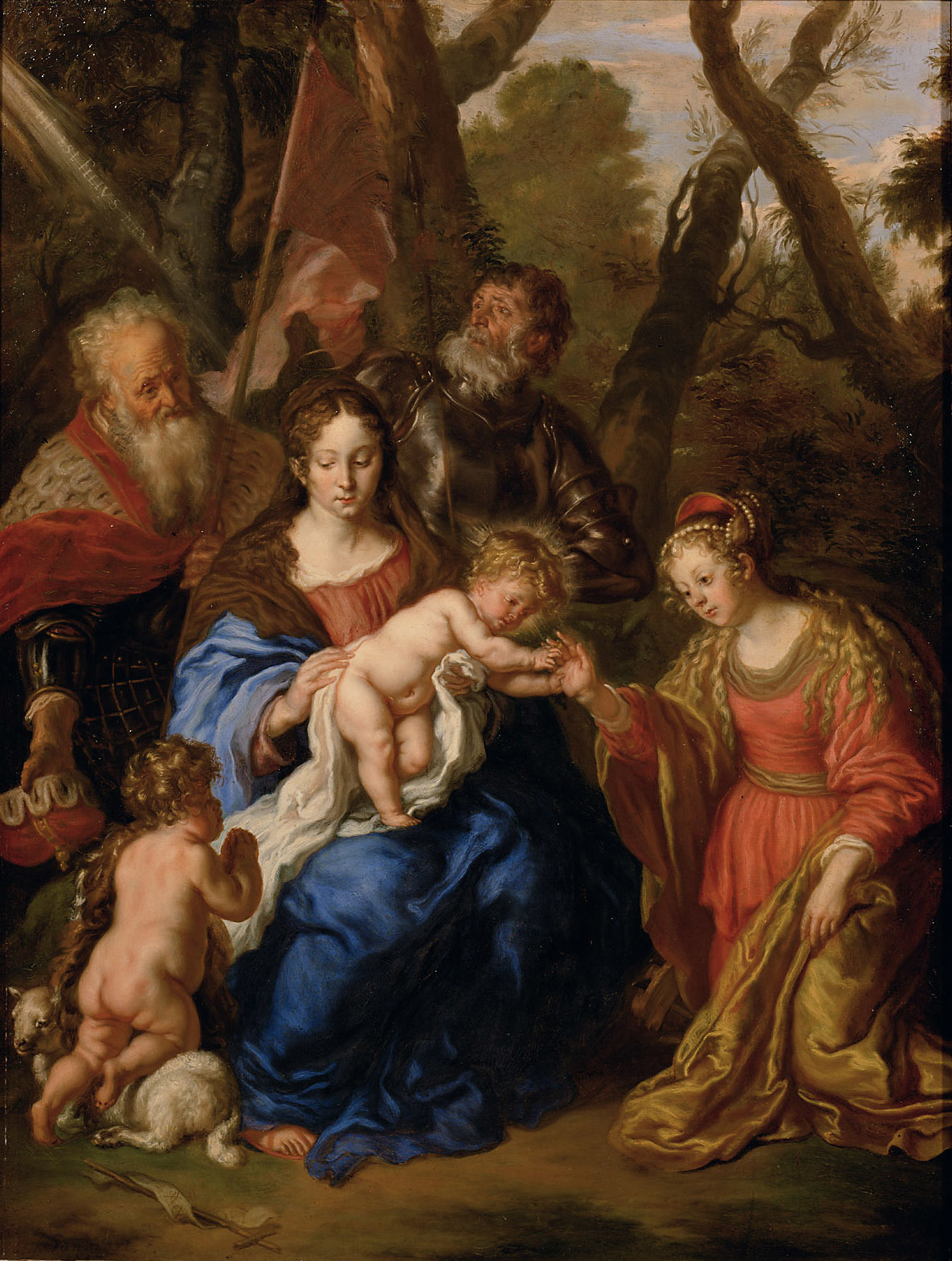
Містичні заручини Катерини з Христм поряд із Св.Леопольдом і Св.Вільямом, 1647 р.
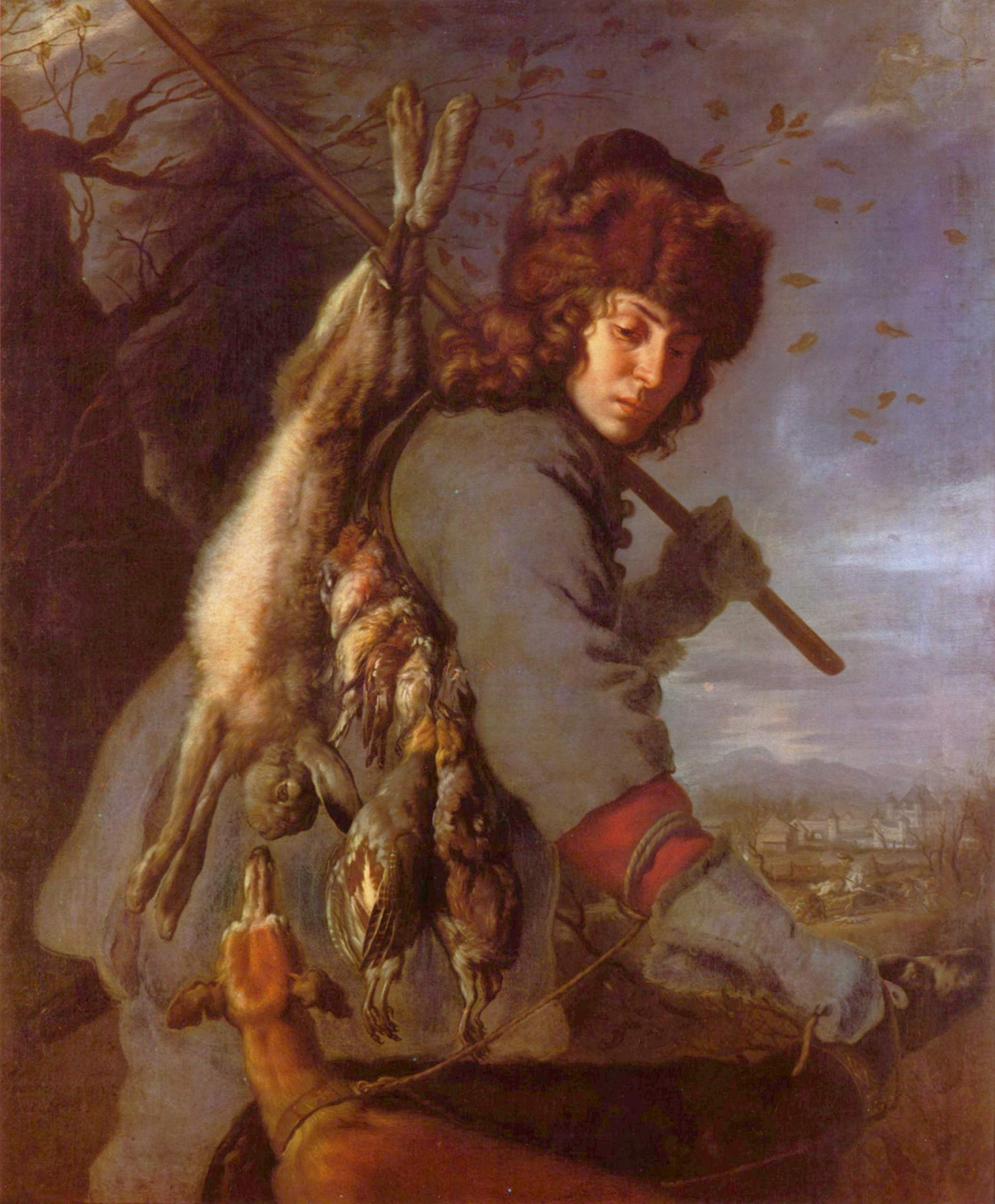
Аллегорія місяця листопада, 1643 р.
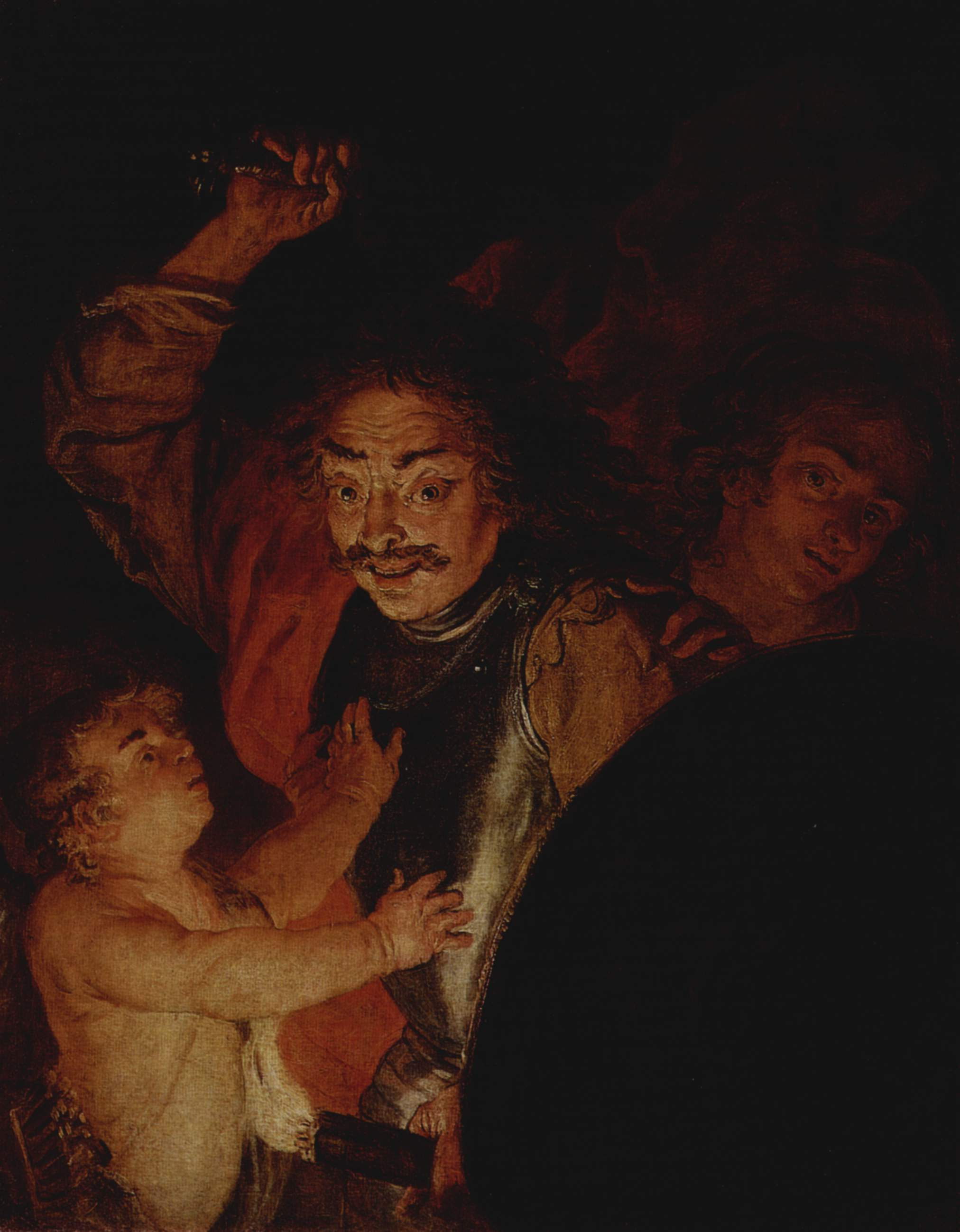
Венера і Амур стримують войовничого Марса
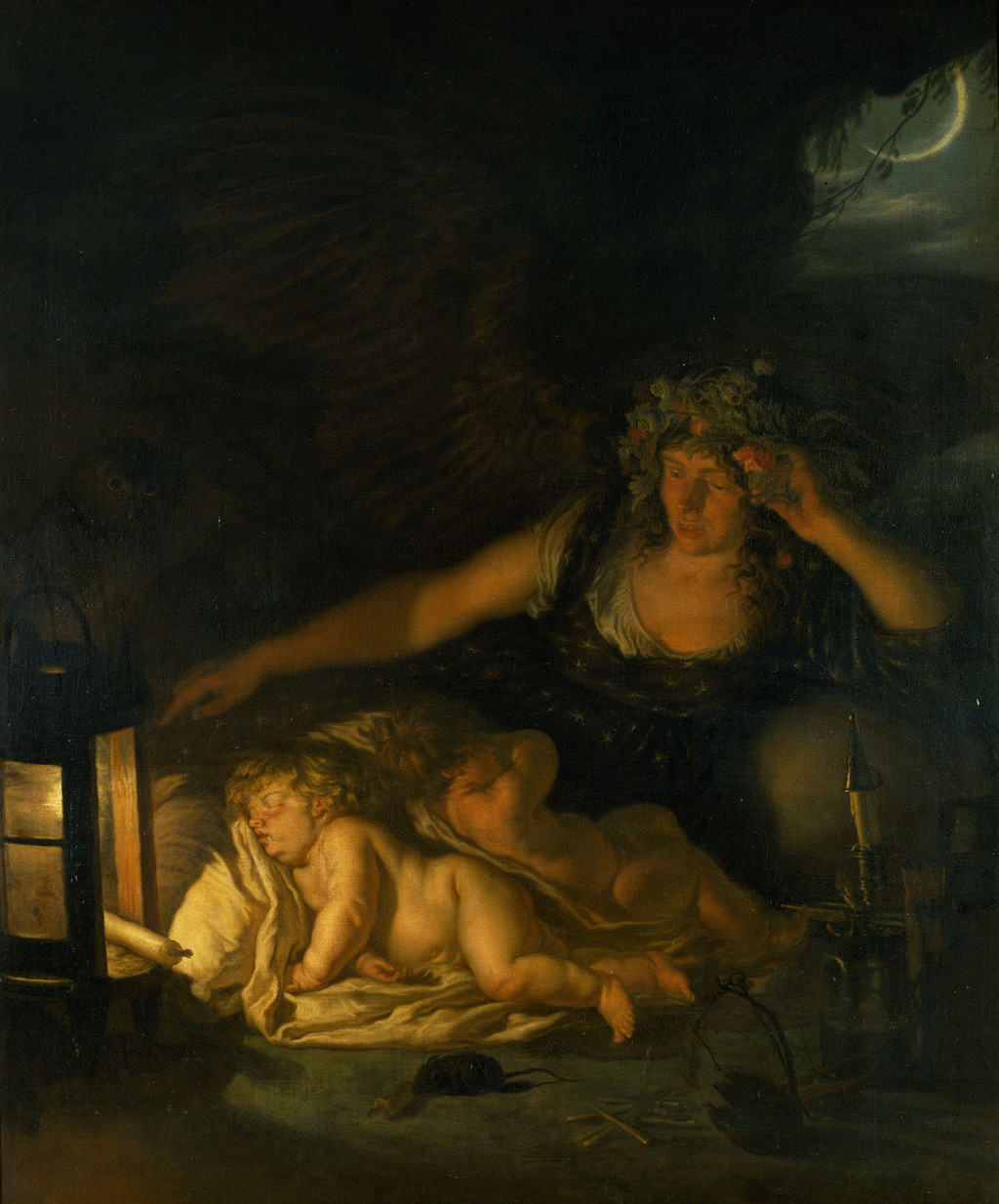
Алегорія Ночі, Відень.

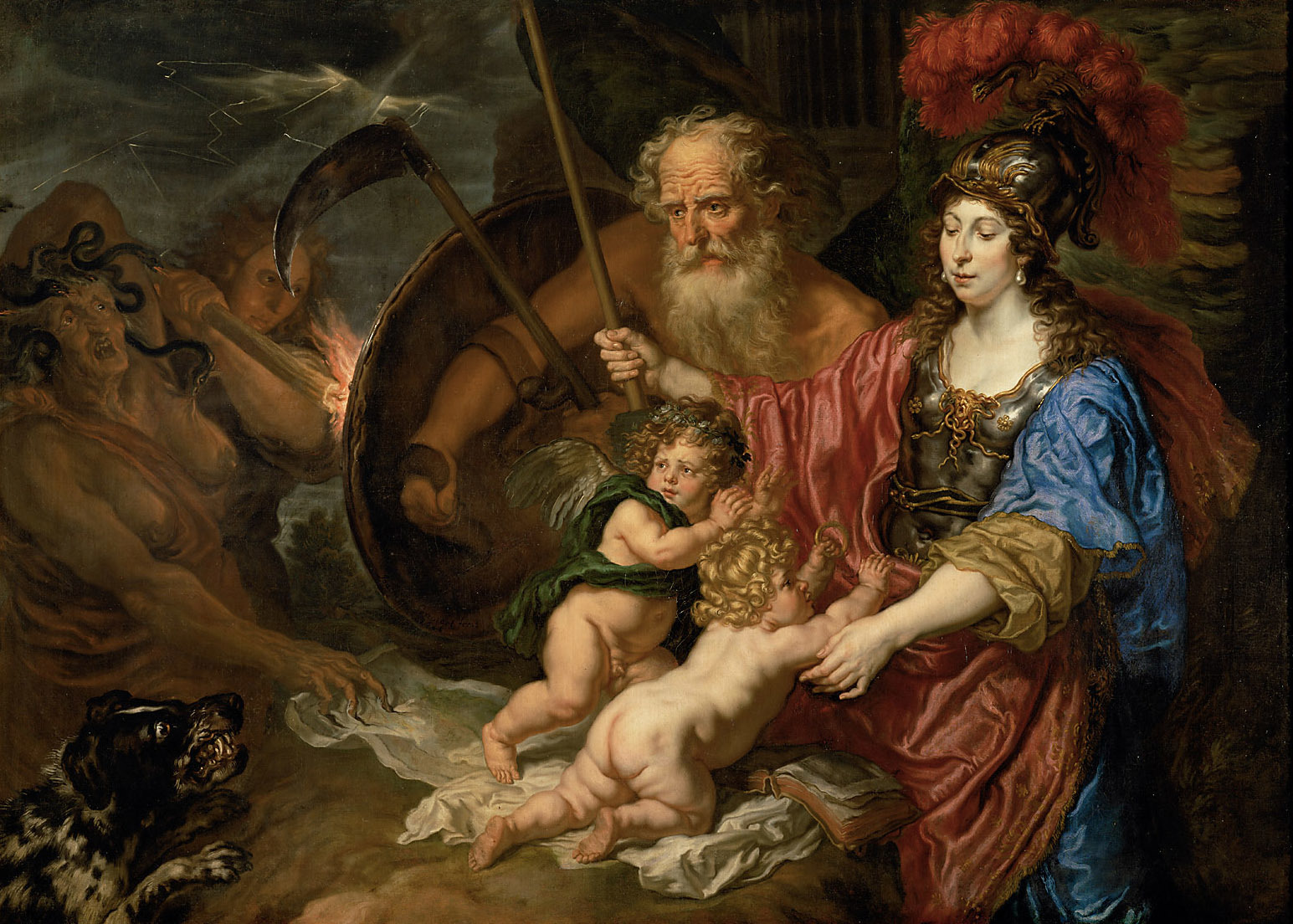
Алегорія. Мінерва і Сатурн рятують Науку і Мистецтво, Відень
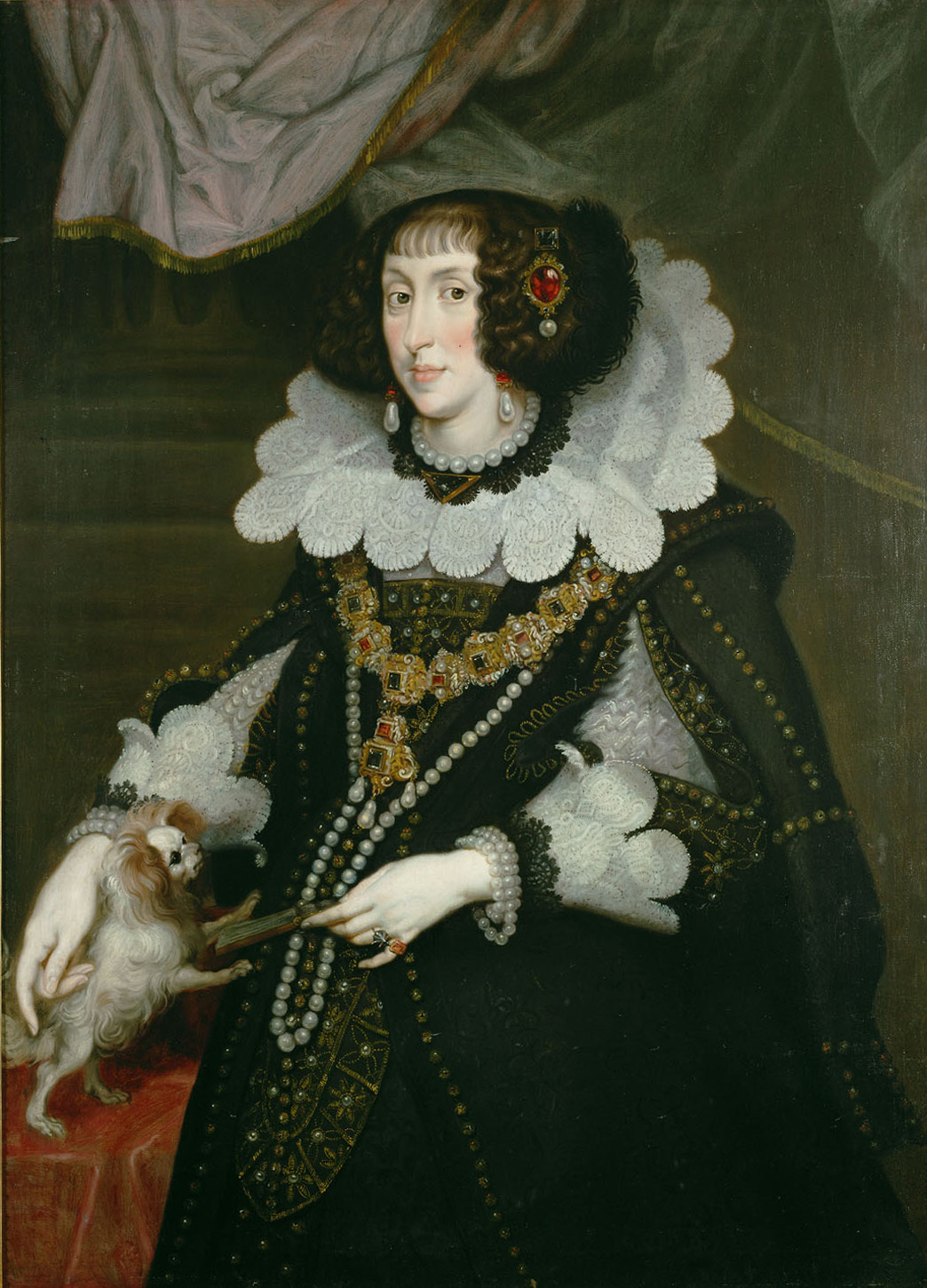
Портрет ерцгерцогині Марії Ганни, Відень
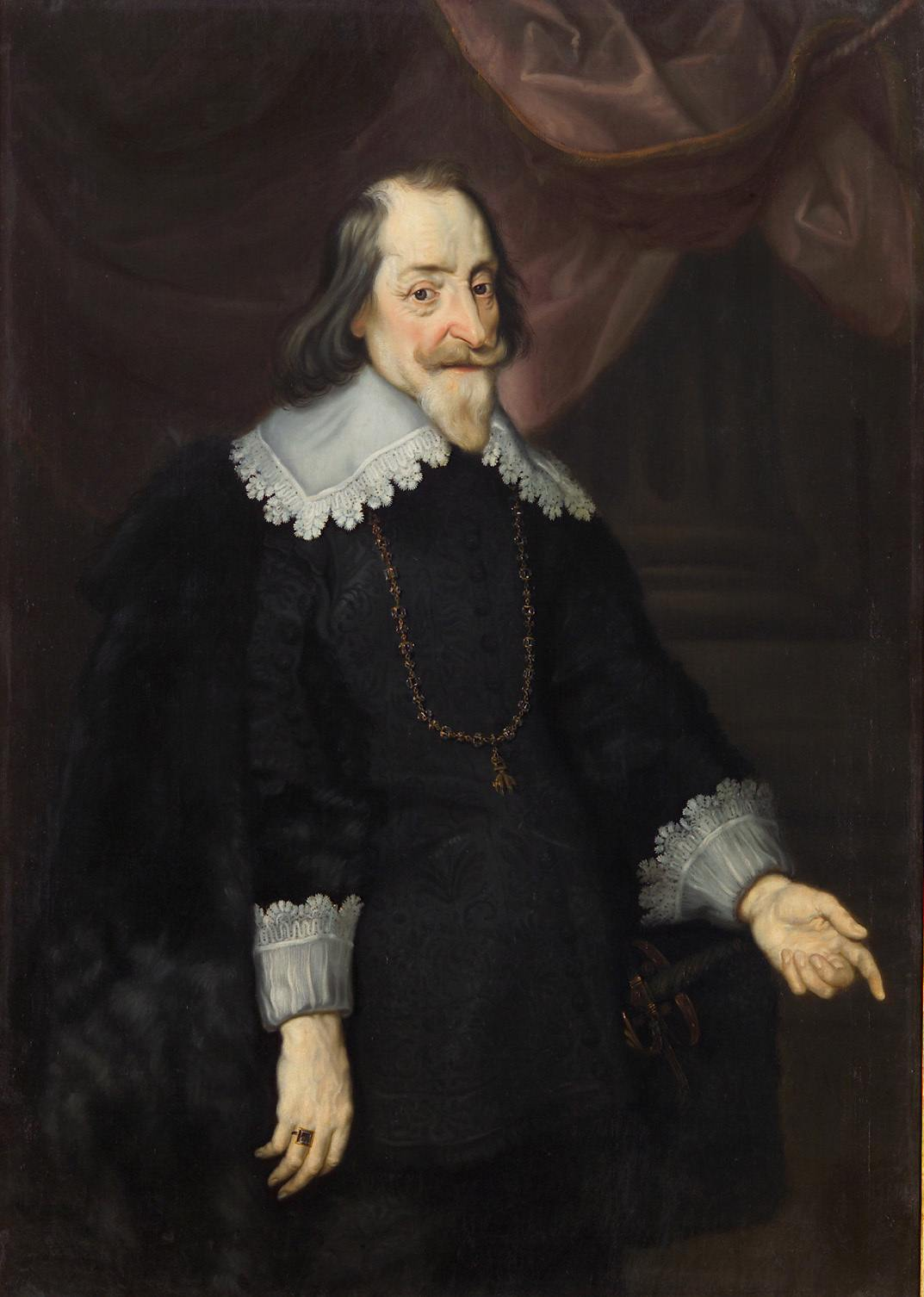
Герцог Максиміліан І, Відень
Великий ринок, Відень.